# Wadeline Jonathas
Wadeline Jonathas (* 19. Februar 1998 in Gonaïves, Haiti) ist eine amerikanische Leichtathletin.

## Karriere
Jonathas bestritt 2019 eine der besten College-Saisons in der Leichtathletikgeschichte der South Carolina Gamecocks. Jonathas gewann zwei Meisterschaften der NCAA Division I, in der Halle über 4-mal 400 Meter mit einer Zeit von 3:30,76 min und im Freien über 400 Meter in 50,60 s. Jonathas schaffte es in die USATF-Liste für die Weltmeisterschaften 2019 und belegte mit der schnellsten College-Zeit der Geschichte über 400 Meter mit 49,60 s den 4. Platz.
Jonathas gewann als Zehntklässlerin in UMass-Boston zwei Titel (200 und 400 m) bei den Meisterschaften der NCAA-Division III im Freien und belegte im Weitsprungfinale den 5. Platz. Jonathas gewann als Zehntklässlerin an der University of Massachusetts Boston vier Titel (60, 200, 400 m und Weitsprung) bei den Hallenmeisterschaften der NCAA-Division III im Jahr 2018.
Jonathas gewann als Neuling in UMass-Boston zwei Titel (200 und 400 m) bei den NCAA Division III Outdoor Track & Field Championships 2017. Jonathas gewann ihren ersten Titel als National Collegiate Athletic Association (400 m), während sie bei den NCAA Division III Indoor Track & Field Championships 2017 als Neuling an der University of Massachusetts Boston All-American Honors über 200 Meter und Weitsprung gewann.
Bei den Weltmeisterschaften 2019 in Doha erreichte sie beim 400-Meter-Lauf den vierten Platz und gewann in der 4-mal-400-Meter-Staffel die Goldmedaille.
2021 kam sie bei den Olympischen Spielen in Tokio in der 4-mal-400-Meter-Staffel im Vorlauf zum Einsatz und gewann somit nach dem Finalsieg ihres Teams auch die Goldmedaille.